# Tharot
Tharot é uma comuna francesa na região administrativa de Borgonha-Franco-Condado, no departamento de Yonne. Estende-se por uma área de 2,35 km². Em 2010 a comuna tinha 98 habitantes (densidade: 41,7 hab./km²).